# Dyckman House
Het Dyckman Farmhouse is de oudst bewaard gebleven boerenhoeve op het eiland Manhattan, een herinnering aan het agrarische verleden van New York. Het huis in Hollands-koloniale stijl werd gebouwd door de Hollandse boer William Dyckman, circa 1784, en was oorspronkelijk een deel van de 40 ha boerenland in Upper Manhattan die in bezit waren van zijn familie. Het ligt nu in een parkje op de hoek van Broadway en 204th Street.

## Geschiedenis

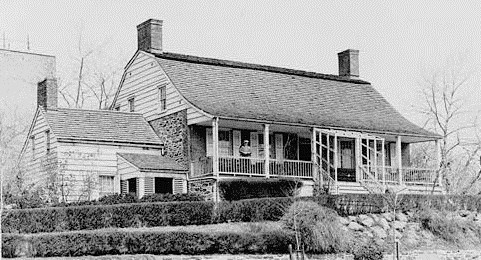
Het Dyckman Huis in 1934

Jan Dyckman kwam in Nieuw Amsterdam aan rond 1665 en verwierf land in het noorden van Manhattan. Tot ver in de negentiende eeuw werd het door zijn kleinzoon William gebouwde huis door de familie bewoond, totdat de omgeving begon te verstedelijken. Het boerenhuis werd in 1915 door nazaten van Dyckman teruggekocht en gerestaureerd. Vervolgens werd het overgedragen aan de stad New York, die het in 1916 als museum opende. Het is sinds 1967 een Nationaal Historisch Monument.
Het Dyckman Huis was te zien in een Amerikaanse tv-productie, Guide to Historic Homes of America.
Een grote restauratie startte in 2003, waarna de hoeve in 2005 voor het publiek werd heropend.